# SMS Möwe (1914)
SMS Möwe – krążownik pomocniczy Kaiserliche Marine, działający przeciwko alianckim statkom w czasie I wojny światowej.
Upozorowany na neutralny statek handlowy, okręt mógł podpływać na małe odległości do swoich celów. W czasie rajdów podczas I wojny zatopił sporą liczbę alianckich statków.

## Wczesna historia

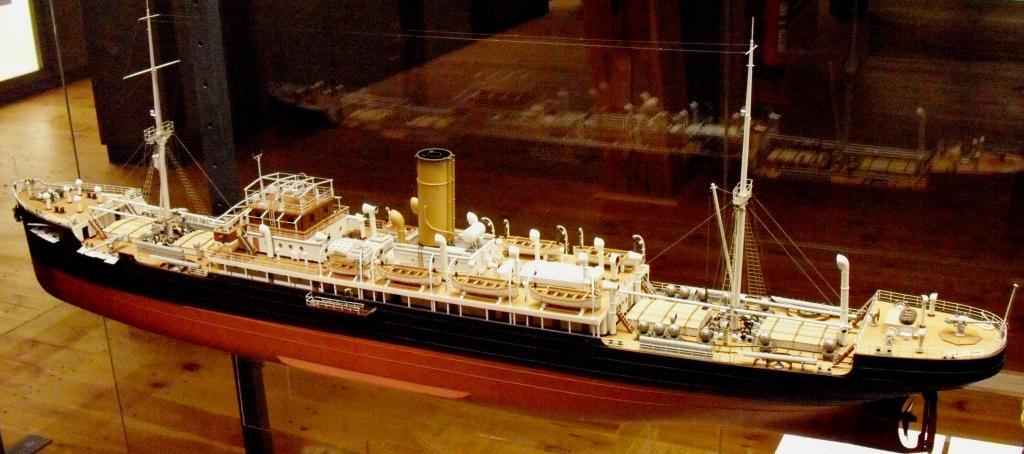
Model SMS „Möwe”

Został zbudowany w 1914 roku w stoczni Tacklenburg w Geestemünde jako frachtowiec „Pungo”. Na początku operował dla Afrikanische Fruchtkompanie firmy F. Laeisz z Hamburga. W czasie tej spokojnej kariery okręt transportował banany z niemieckiej kolonii Kamerunu do Niemiec. Następnie okręt został zarekwirowany przez niemiecką marynarkę i przerobiony na stawiacz min. Przebudowa odbyła się w imperialnej stoczni w Wilhelmshaven jesienią 1915 roku, a 1 listopada okręt wszedł do służby pod dowództwem Nikolausa zu Dohna-Schlodiena.

## Pierwszy rajd
„Möwe” wypłynął z portu w Wilhelmshaven 29 grudnia 1915 roku na swoje pierwsze zadanie, którym było postawienie pola minowego w Pentland Firth, niedaleko głównej bazy brytyjskiej Home Fleet Scapa Flow. Zadanie wykonano pomimo trudnych warunków pogodowych. Kilka dni później przeddrednot HMS „King Edward VII” wpłynął na jedną z min; pomimo prób odholowania go do bazy, okręt zatonął. Następnie „Möwe” popłynął na południe wzdłuż zachodniego wybrzeża Irlandii do Francji. Tam postawił drugie pole minowe, w pobliżu Żyrondy, na którym zatonęły kolejne dwa statki. Po ukończeniu tego zadania, „Möwe” wypłynął na Atlantyk, gdzie najpierw operował pomiędzy Hiszpanią a Wyspami Kanaryjskimi, a następnie wzdłuż wybrzeża Brazylii. 16 stycznia 1916 roku krążownik zaatakował lekko uzbrojony brytyjski statek handlowy, który po krótkiej bitwie został zatopiony. 
W ciągu trzech miesięcy „Möwe” zaatakował 15 statków, z czego dwa zostały wysłane razem z frachtem i jeńcami do portów jako pryzy, a pozostałe zatopione. 4 kwietnia 1916 okręt powrócił do Niemiec, a jego załoga witana była jak bohaterowie. Richard Stumpf podaje, że wśród załogi w tym czasie znajdowało się kilku Afrykańczyków. Na „Möwe” służył Felix von Luckner, zanim w 1916 roku objął dowodzenie na SMS „Seeadler”.

## Interludium jako „Vineta”
W celu zachowania bezpieczeństwa, „Möwe” został przemianowany na „Vineta”, po innym krążowniku pomocniczym, który został wycofany ze służby. Latem 1916 roku okręt wykonał serię krótkich rejsów w cele ataku alianckiej żeglugi w pobliżu Norwegii. Rejsy te przyniosły jedynie pojedynczy sukces, a niedługo potem krążownik został wysłany na kolejny rajd po Atlantyku.

## Drugi rajd
23 listopada 1916 roku „Möwe” wyruszył na swój drugi rajd po Atlantyku, który miał przynieść jeszcze więcej sukcesów niż pierwszy.
6 grudnia 1916 roku przejął i zatopił frachtowiec Canadian Pacific Steamship SS „Mount Temple” na jego drodze z Halifaxu do Liverpoolu. Na kanadyjskim statku znajdowało się 700 koni dla Canadian Expeditionary Force we Francji i skamieniałości dinozaurów wydobyte w dolinie rzeki Red Deer w Albercie przez Charlesa H. Sternberga, przeznaczone dla Muzeum Historii Naturalnej w Londynie. 12 grudnia krążownik zatopił transportowiec SS „Georgic” z 1200 końmi przeznaczonymi na front zachodni na pokładzie.
W ciągu czterech miesięcy „Möwe” zatopił lub zdobył 25 statków o łącznym tonażu 123 265 GRT. Jeden z przejętych statków, SS „Yarrowdale” został wysłany do Niemiec jako pryz i, jak zasugerował Dohna-Schlodien, został przerobiony na krążownik pomocniczy SMS „Leopard”. „Möwe” zatrzymał również węglowiec SS „Sain Theodore”, który został uzbrojony i przemianowany na krążownik pomocniczy „Geier”. „Geier” służył w tej roli przez 6 tygodni, zatapiając w tym czasie dwa statki, po czym został rozbrojony i zatopiony przez „Möwe” z powodu zakończenia jego rajdu po Atlantyku. 10 marca „Möwe” został uszkodzony w akcji przeciwko nowozelandzkiemu statkowi transportowemu. Zginęło pięciu członków załogi, a kolejnych dziesięciu zostało rannych. Uszkodzenia zmusiły okręt do powrotu do Niemiec. W marcu 1917 roku „Möwe” ponownie skutecznie przerwał brytyjską blokadę, w tym samym czasie, gdy krążownik pomocniczy SMS „Leopard”, jego ówczesna zdobycz, został osaczony i zatopiony przez te same brytyjskie siły. „Möwe” powrócił bezpiecznie do domu 22 marca 1917 roku.

## Dalsze losy
Po swoim powrocie „Möwe” został wycofany ze służby rajdera, będąc uważanym za zbyt ważne narzędzie propagandowe, by ryzykować jego utratę. Służył na Bałtyku jako tender okrętów podwodnych, a w 1918 roku przerobiono go na pomocniczy stawiacz min „Ostsee”. Zgodnie z postanowieniami traktatu wersalskiego, okręt został przekazany Wielkiej Brytanii i służył tam jako frachtowiec „Greenbrier” firmy Elders and Fyffes. W 1933 roku został sprzedany niemieckiej firmie transportowej. W czasie drugiej wojny, jako frachtowiec „Oldenburg”, kursował pomiędzy Niemcami a okupowaną Norwegią.
7 kwietnia 1945 roku został zaatakowany przez Beaufightery z RAF Coastal Command, będące na misji przeciwko wrogiej żegludze, gdy cumował w pobliżu wsi Vadheim w okręgu Sogn og Fjordane. Ostrzelany ogniem rakietowym i działek pokładowych, spłonął, a następnie zatonął.

## Kariera rajdowa
Podczas trzech wypraw rajdowych „Möwe” zatopił lub zdobył 40 statków o łącznym tonażu 180 000 GRT. Postawił również miny, które zatopiły dwa kolejne statki i okręt wojenny. Tym samym uzyskał więcej zatopień niż jakikolwiek inny niemiecki rajder zarówno w pierwszej, jak i w drugiej wojnie światowej.
| Data             | Statek           | Typ                 | Państwo         | Tonaż GRT | Los                                                                                |
| ---------------- | ---------------- | ------------------- | --------------- | --------- | ---------------------------------------------------------------------------------- |
| 11 stycznia 1916 | „Corbridge”      | Statek transportowy | Wielka Brytania | 3,687     | Zdobyty jako pryz; zezłomowany 30 stycznia 1916                                    |
| 11 stycznia 1916 | „Farringford”    | Statek transportowy | Wielka Brytania | 3,146     | zatopiony                                                                          |
| 13 stycznia 1916 | „Dromonby”       | Statek transportowy | Wielka Brytania | 3,627     | zatopiony                                                                          |
| 13 stycznia 1916 | „Author”         | Statek transportowy | Wielka Brytania | 3,496     | zatopiony                                                                          |
| 13 stycznia 1916 | „Trader”         | Statek transportowy | Wielka Brytania | 3,608     | zatopiony                                                                          |
| 15 stycznia 1916 | „Ariadne”        | Statek transportowy | Wielka Brytania | 3,035     | zatopiony                                                                          |
| 15 stycznia 1916 | „Appam”          | Statek transportowy | Wielka Brytania | 7,781     | Zdobyty jako pryz; odłączył się 17 stycznia 1916; powrócił 28 marca 1917           |
| 16 stycznia 1916 | „Clan Mactavish” | Statek transportowy | Wielka Brytania | 5,816     | zatopiony w akcji                                                                  |
| 20 stycznia 1916 | „Edinburgh”      | Żaglowiec           | Wielka Brytania | 1,473     | zatopiony                                                                          |
| 4 lutego 1916    | „Luxembourg”     | Statek transportowy | Wielka Brytania | 4,322     | zatopiony                                                                          |
| 6 lutego 1916    | „Flamenco”       | Statek transportowy | Wielka Brytania | 4,540     | zatopiony                                                                          |
| 8 lutego 1916    | „Westburn”       | Statek transportowy | Wielka Brytania | 3,300     | Zdobyty jako pryz; odłączył się 9 lutego 1916 i popłynął na Santa Cruz de Tenerife |
| 9 lutego 1916    | „Horace”         | Statek transportowy | Wielka Brytania | 3,109     | zatopiony                                                                          |
| 24 lutego 1916   | „Maroni”         | Statek transportowy | Francja         | 3,109     | zatopiony                                                                          |
| 25 lutego 1916   | „Saxon Prince”   | Statek transportowy | Wielka Brytania | 3,471     | zatopiony                                                                          |

| data             | Statek            | Typ                 | Państwo    | Tonaż GRT           | Location |
| ---------------- | ----------------- | ------------------- | ---------- | ------------------- | -------- |
| 6 stycznia 1916  | „King Edward VII” | Przeddrednot        | Royal Navy | 16,350 t wyporności | Szkocja  |
| 13 stycznia 1916 | „Bayo”            | Statek transportowy | Hiszpania  | 2,776               | Żyronda  |
| 13 stycznia 1916 | „Belgica”         | Statek transportowy | Hiszpania  | 2,068               | Żyronda  |

| data          | Statek   | Typ                 | Państwo         | Tonaż GRT | Los               |
| ------------- | -------- | ------------------- | --------------- | --------- | ----------------- |
| 27 lipca 1916 | „Eskimo” | Statek transportowy | Wielka Brytania | 3,326     | Zdobyty jako pryz |

| data             | Statek                | Typ                 | Państwo         | Tonaż GRT | Los |
| ---------------- | --------------------- | ------------------- | --------------- | --------- | --- |
| 2 grudnia 1916   | „Voltaire”            | Statek transportowy | Wielka Brytania | 8,618     | zatopiony                                                                                                 |
| 4 grudnia 1916   | „Hallbjørg”           | Statek transportowy | Norwegia        | 2,586     | zatopiony                                                                                                 |
| 6 grudnia 1916   | „Mount Temple”        | Statek transportowy | Wielka Brytania | 9,792     | zatopiony                                                                                                 |
| 8 grudnia 1916   | „Duchess of Cornwall” | Żaglowiec           | Wielka Brytania | 152       | zatopiony                                                                                                 |
| 8 grudnia 1916   | „King George”         | Statek transportowy | Wielka Brytania | 3,852     | zatopiony                                                                                                 |
| 9 grudnia 1916   | „Cambrian Range”      | Statek transportowy | Wielka Brytania | 4,235     | zatopiony                                                                                                 |
| 10 grudnia 1916  | „Georgic”             | Statek transportowy | Wielka Brytania | 10,077    | zatopiony                                                                                                 |
| 11 grudnia 1916  | „Yarrowdale”          | Statek transportowy | Wielka Brytania | 4,652     | Zdobyty jako pryz; odpłynął do Swinemunde, 31 grudnia 1916. Przerobiony na krążownik pomocniczy „Leopard” |
| 12 grudnia 1916  | „Saint Theodore”      | Statek transportowy | Wielka Brytania | 4,992     | Przerobiony na krążownik pomocniczy „Geier”; zatopiony 14 lutego 1917                                     |
| 18 grudnia 1916  | „Dramatist”           | Statek transportowy | Wielka Brytania | 5,415     | zatopiony                                                                                                 |
| 26 grudnia 1916  | „Nantes”              | Żaglowiec           | Francja         | 2,679     | zatopiony                                                                                                 |
| 2 stycznia 1917  | „Asnieres”            | Żaglowiec           | Francja         | 3,103     | zatopiony                                                                                                 |
| 5 stycznia 1917  | „Hudson maru”         | Statek transportowy | Japonia         | 3,798     | zatopiony/wypuszczony                                                                                     |
| 7 stycznia 1917  | „Radnorshire”         | Statek transportowy | Wielka Brytania | 4,310     | zatopiony                                                                                                 |
| 9 stycznia 1917  | „Minteh”              | Statek transportowy | Wielka Brytania | 2,890     | zatopiony                                                                                                 |
| 10 stycznia 1917 | „Netherby Hall”       | Statek transportowy | Wielka Brytania | 4,461     | zatopiony                                                                                                 |
| 15 lutego 1917   | „Brecknockshire”      | Statek transportowy | Wielka Brytania | 8,423     | zatopiony                                                                                                 |
| 16 lutego 1917   | „French Prince”       | Statek transportowy | Wielka Brytania | 4,766     | zatopiony                                                                                                 |
| 16 lutego 1917   | „Eddie”               | Statek transportowy | Wielka Brytania | 2,652     | zatopiony                                                                                                 |
| 24 lutego 1917   | „Katherine”           | Statek transportowy | Wielka Brytania | 2,926     | zatopiony                                                                                                 |
| 4 marca 1917     | „Rhodanthe”           | Statek transportowy | Wielka Brytania | 3,061     | zatopiony                                                                                                 |
| 10 marca 1917    | „Esmeraldas”          | Statek transportowy | Wielka Brytania | 4,678     | zatopiony                                                                                                 |
| 10 marca 1917    | „Otaki”               | Statek transportowy | Wielka Brytania | 9,575     | zatopiony w akcji                                                                                         |
| 13 marca 1917    | „Demeterton”          | Statek transportowy | Wielka Brytania | 6,048     | zatopiony                                                                                                 |
| 14 marca 1917    | „Governor”            | Statek transportowy | Wielka Brytania | 5,524     | zatopiony                                                                                                 |

## Film
W 1917 roku imperialny Bild- und Filmamt w Berlinie wyprodukowało film Graf Dohna und seine Möwe, jeden z najbardziej znanych filmów propagandowych I wojny światowej. Dystrybutorem był niemiecki producent filmowy Paul Davidnson; film został wyprodukowany przez Projektions-AG „Union” w Berlinie. Premiera miała miejsce 2 maja 1917 roku w Deutsches Opernhaus w Berlinie.